# GNU SIP Witch
GNU SIP Witch est à la fois un serveur de voix sur IP en peer to peer et l'implémentation GNU du protocole SIP utilisée comme solution de routage. C'est un logiciel libre maintenu par le projet GNU dans le cadre du projet GNU Telephony et utilisé par GNU Free Call.

## Présentation
La première version majeure du projet a été réalisée le 14 mai 2011 et se veut une alternative à Skype, déjà logiciel propriétaire mais tombé dans les mains de Microsoft depuis le 10 mai 2011.
Une version pour Android est prévue et les distributions Ubuntu et Fedora pourraient pré-installer ce logiciel,.